# Menongue flygplats
Menongue flygplats är en flygplats i Angola.   Den ligger i provinsen Cuando Cubango, i den centrala delen av landet, 800 kilometer sydost om huvudstaden Luanda. Menongue flygplats ligger 1 416 meter över havet.
Terrängen runt Menongue flygplats är platt. Närmaste större samhälle är Menongue, 3,1 kilometer väster om Menongue flygplats.
Omgivningarna runt Menongue flygplats är huvudsakligen savann. Trakten runt Menongue flygplats är nära nog obefolkad, med mindre än två invånare per kvadratkilometer.